# 安德烈·韦杰尔尼科夫
安德烈·格奥尔基耶维奇·韦杰尔尼科夫（俄语：Андрей Георгиевич Ведерников，1959年10月1日—2020年2月29日），苏联自行车运动员。

## 生平
1959年10月1日生于伊熱夫斯克。自1972年起开始从事体育运动。1980年获墨西哥国际比赛冠军。1981年获世界公路自由車錦標賽冠军，也是第一位获得此荣誉的苏联籍选手，被國際自行車聯盟评为年度公路自行车手。曾获苏联体育健将称号。
韦杰尔尼科夫已婚，有一个女儿莉娜和一个儿子安德烈。他的兄弟米哈伊尔也是一名自行车手。
2020年2月29日在伊熱夫斯克意外身亡。